# بخش پونتا ایندیو
بخش پونتا ایندیو (به اسپانیایی: Partido de Punta Indio) یک منطقهٔ مسکونی در آرژانتین است که در استان بوئنوس آیرس واقع شده‌است. بخش پونتا ایندیو ۱٬۶۱۰ کیلومتر مربع مساحت و ۹٬۳۶۲ نفر جمعیت دارد.